# Jairo Asencio
Jairo Asencio (nacido el 5 de mayo de 1984 en Sabana Grande de Palenque) es un lanzador dominicano que actualmente es agente libre. Fue colocado en el roster de 25 jugadores de los Bravos de Atlanta por primera vez en 2009 cuando hizo tres apariciones con el equipo de Grandes Ligas, y más tarde el 16 de abril de 2011 para sustituir al lesionado Peter Moylan. Su debut en las Grandes Ligas fue el 12 de julio de 2009, contra los Rockies de Colorado. El 28 de abril de 2011, Asencio fue enviado de vuelta a Triple-A con Gwinnett Braves, un movimiento que el gerente general del equipo Frank Wren, catalogó como una "necesidad".
Para toda la temporada 2010, Asencio estuvo en la lista restringida del equipo por problemas de visado. Más tarde se descubrió que Asencio había usado un nombre falso, Luis Valdez, y de nacimiento para ser firmado por los Bravos anteriormente.
El 29 de marzo de 2012, Asencio fue canjeado a los Indios de Cleveland por dinero en efectivo.